# Maksimir Stadion
Maksimir Stadion er hjemmebane for fodboldklubben Dinamo Zagreb og er beliggende i Kroatiens hovedstad Zagreb.
45°49′08″N 16°01′05″Ø / 45.818858°N 16.018078°Ø